# Kreuzkapelle (Gau-Bickelheim)

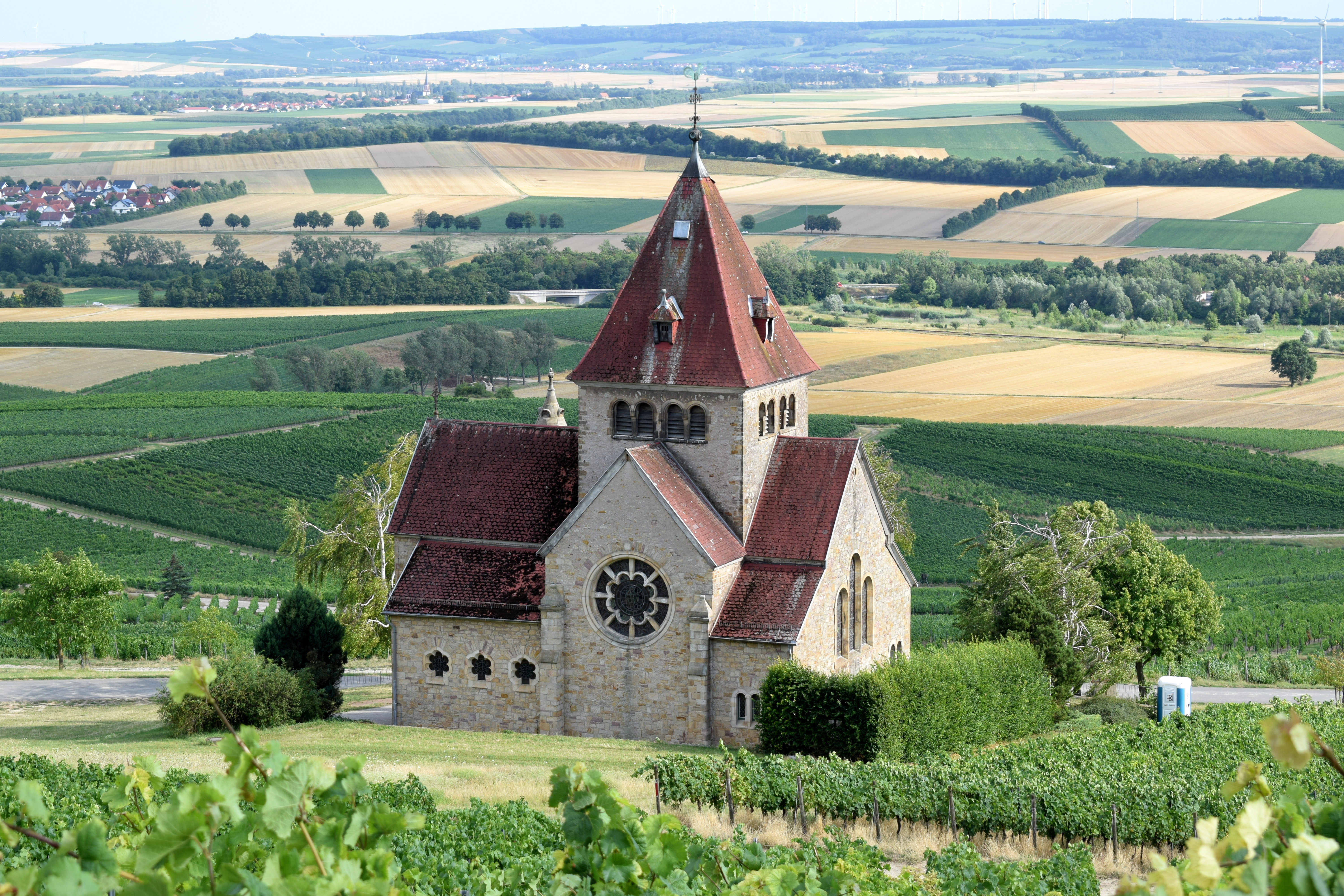
Kreuzkapelle in Gau-Bickelheim

Die Heilig-Kreuz-Kapelle am Wißberg ist eine römisch-katholische Kapelle nahe der rheinhessischen Gemeinde Gau-Bickelheim. Sie steht unter Denkmalschutz.

## Lage
Die Kapelle befindet sich am Hang des Wißbergs inmitten von Weinbergen. Zu ihr führen vierzehn Kreuzwegstationen, die 1862 erstellt wurden.

## Geschichte
Auf der 1755 zur Verfügung gestellten Weinbergfläche wurde eine Kapelle zu Ehren des heiligen Kreuzes errichtet, jedoch bereits nach 40 Jahren im Umfeld der französischen Revolution wieder zerstört. Der Neubau von 1856/1857 musste 1893 nach einem Erdrutsch wegen Einsturzgefahr abgebrochen werden. Die heutige Kapelle wurde zwischen 1907 und 1910 erbaut und in den 1970er-Jahren restauriert.

## Architektur
Die Kreuzkapelle ist in neuromanischen Formen gebaut. Der Architekt Ludwig Becker aus Mainz entwarf sie als kleine, gewestete, kreuzförmige Basilika aus Sandsteinquadern mit geradem Abschluss, quadratischem Vierungsturm und rotem Ziegeldach.